# Ніколас Ліндлей
Ніколас Ліндлей Лопес (ісп. Nicolás Lindley López; 16 листопада 1908, Ліма — 3 травня 1995, Ліма) — перуанський військовий та політичний діяч. Очолював Перу протягом кількох місяців 1963 року.

## Біографія
Народився у Лімі в аристократичній родині. Батько Ніколаса мав англійське походження. Навчався в англо-перуанській школі, вищу освіту здобув у військовому училищі Чорильос. Ліндлей зробив успішну кар'єру у збройних силах Перу, в 1960 році він став командувачем сухопутних військ.
18 липня 1962 року Ліндлей організував разом із Рікардо Пересом Годоєм військовий переворот проти законно обраного президента Мануеля Прадо, якому до закінчення президентського терміну залишалося лише 10 днів. Переворот був організований ним з метою недопущення до влади неугодного їм Мануеля Одріа, який найімовірніше був би обраний Конгресом завдяки союзу з ла Торре.
Після перевороту було організовано хунту з Рікардо Пересом Годоєм на чолі, метою якої було проведення нових вільних виборів. Але Рікардо Перес виявив бажання довше залишатися при владі та не проводити виборів. Ніколас Ліндлей, 3 березня 1963 року, організував проти нього переворот і сам очолив Перу, після чого провів загальні вільні вибори, на яких переміг Фернандо Белаунде.
З 1964 до 1975 Ліндлей служив послом Перу в Іспанії, потім пішов від політики.
Помер 1995 року у віці 87 років.